# Травля быка
Травля быка (буль-бейтинг (англ. bull-baiting)) — кровавая забава с привлечением собак (бульдогов) и быков. Вид азартного развлечения, был популярен в Англии до середины XIX века; впоследствии запрещён.

## История
Травля животных, одна из древнейших массовых забав в Англии, имела огромную популярность вплоть до запрета в первой половине XIX века. Ещё древнеримский поэт Клавдиан на рубеже IV—V веков н. э. упоминал о «британской собаке, которая прижимает огромный бычий лоб к земле». Вполне вероятно, что римляне и привили любовь к кровавым зрелищам жителям Британских островов.

### Буль-раннинг
Существовало две разновидности боев между быками и собаками — буль-бейтинг и буль-раннинг (англ. bull-running). Буль-раннинг — преследование быка — часто заканчивался его травлей, буль-бейтингом. Какое из этих развлечений появилось раньше, трудно установить. Известно, что первые массовые зрелища с забегами собак и быков состоялись в Стэмфорде в 1209 году во времена правления Иоанна Безземельного. По легенде, мясники увидели на поле двух дерущихся быков и попытались их разнять. При этом они согнали быков на большую дорогу, а собаки, бывшие при них, начали громко лаять и быки стремглав помчались по дороге в город, изрядно перепугав горожан. В это время граф Уоррен прогуливался верхом и, увидев опасность, бросился за быками. Ему удалось загнать их в загон, но само приключение доставило ему такое удовольствие, что граф повелел в память о нём передать в дар городу луг, на котором начались события, при условии что каждый год в День Святого Брайса горожане будут загонять одного быка. С тех пор буль-раннинг стал ежегодной традицией в Стэмфорде. Задачей преследователей было прогнать быка через весь город, загнать его на мост и, окружив его там, сбросить в реку. Если им это удавалось сделать до полудня, то в награду они получали ещё одного быка. Для того, чтобы животное приходило в должную ярость, его предварительно мучили и истязали всевозможными способами.
Похожая традиция появилась в Татбери (Стаффордшир) предположительно в 1374 году, но там она носила полурелигиозный характер. Быка гоняли менестрели татберского замка через протекавшую поблизости реку Дав. Обычай вошёл в ранг церковного обряда. Ежегодно церковь, с благословения настоятеля, предоставляла для проведения обряда быка. Вероятно, затея эта была устроена в подражание испанцам. Дело в том, что жена герцога Ланкастерского Джона Гонта (1340—1399), владевшего замком, Констанца Кастильская была родом из Испании. Достоверно известно, что быков гоняли уже XIII веке в Памплоне, на фиесте Сан-Фермин. Всё празднество в Татбери называлось «Двор менестрелей», а буль-раннинг был его завершающим аккордом.
Буль-раннинг в Татбери устраивали следующим образом. Быка предоставлял управляющий поместьем. Животному отпиливали кончики рогов, подрезали уши и хвост, намыливали его всего мылом, в ноздри вдували молотый перец. Затем распорядитель праздника объявлял о начале забега, велел зрителям освободить дорогу быку и преследующим его менестрелям. Быка гнали до Дербишира, по дороге менестрели норовили срезать с него ножом лоскут кожи. Того, кому это удавалось, провозглашали «королём музыки», если же бык добирался до финиша невредимым, то животное возвращали настоятелю монастыря. Но, как правило, бык к своему прежнему хозяину не возвращался. После окончания забега быка затравливали собаками на специальной арене. Первый раунд буль-бейтинга проводили в честь «короля музыки», второй — в честь настоятеля, третий — в ознаменование праздника, а затем быка травили на потеху публике до тех пор, пока животное не переставало сопротивляться. После этого новый хозяин забирал его себе.
В дальнейшем обычай видоизменился. Быка стала гонять палками молодёжь. Одна группа гнала его из Стаффордшира в Дербишир, другая стремилась задержать его. Часто палкой по голове доставалось не только быку, но и его преследователям.
Затем появился обычай «выкупать» быка у «короля музыки». Управляющий платил победителю забега 5 ноблей, а животное отправляли в поместье герцога Девонширского Хардуик. Там его откармливали и на Рождество закалывали для простолюдинов. В Татбери подобные развлечения проводились ежегодно более четырехсот лет, пока в 1778 году обычай не был отменён.
По всей видимости, описанные традиции имели место всего в трёх городах Англии: Стэмфорд в Линкольншире, Татбери в Стаффордшире и Тетбери в Глостершире. Они носили характер народных гуляний и не служили источником дохода, их нельзя отнести к числу азартных игр. Зато буль-бейтинг в чистом виде распространился по всей Англии.

### Буль-бейтинг
Во времена королевы Анны (конец XVII-начало XVIII века) травли быков и других животных в Лондоне проводились в Хокли-ин-де-Хоул (Hockley-in-the-Hole) дважды в неделю. К этому времени подобное развлечение стало популярным повсеместно, буль-бейтинг стал обычным и любимым публикой зрелищем и азартым видом спорта во многих провинциальных городках Англии. Есть основания предполагать, что буль-бейтинг стал популярен ещё раньше буль-раннинга, и развлечение это было столь обыденно, что современники даже не считали нужным упоминать о нём в летописях и печати. Как бы то ни было, с XIII по XVIII век буль-бейтинг был настоящим национальным развлечением англичан, которому были покорны все слои общества.
Слуга и биограф Томаса Бекета учёный монах Вильям Фитцстефен в описании Лондона в 1174 году пишет, что каждое зимнее праздничное утро начиналось с кабаньих боёв или с травли быков и медведей собаками. Эти представления притягивали толпы зевак. Иногда даже травили не вполне подходящих для этого животных — ослов и лошадей.
Джон Хьютон оставил свидетельство о первых состязаниях по буль-бейтингу в Татбери, вероятно, в Бэнксайд Беар-гарден (Bankside Bear Garden):

Расскажу кое-что о травле быка. На него надевали ошейник с верёвкой, длиной три, четыре или пять ярдов. Верёвку вешали на крюк, так чтобы бык мог поворачиваться и видеть противника, мастиффа (mustiff dog), с вздёрнутой мордой и перекусом, позволяющим крепко вцепиться в бычий нос. Хорошая собака всегда начинает ползать на брюхе, нацеливаясь на бычий нос, тогда как бык старается его уберечь, прижимая нос к земле и выжидая момент, чтобы поддеть собаку рогами и подбросить её.
Если сразу выпустить двух или нескольких собак, или если собаки трусливы и попадаются под ноги быку, он тут же может выпустить из них кишки.
Я видел, как бык подбрасывал собаку на тридцать, если не на сорок футов вверх, и зрители ловили их, чтобы собаки не получили увечья при падении. Обычно землю вокруг посыпают песком, на тот случай если собака всё же упадёт с большой высоты. Несмотря на эти предосторожности, много собак погибало, многие ломали лапы и теряли зубы, когда бык принимался мотать их в разные стороны.

С владельцев собак, желавших участвовать в соревновании, брали входную плату. Если собака побеждала, хозяин получал приз — пять шиллингов, расшитую золотом шляпу и красивый собачий ошейник. Для участия в боях многие приезжали издалека.
Вот одно из типичных объявлений в английской прессе (Weekly Journal, 22 июля 1721):

…также будет затравлен медведь и свирепый матёрый бык на арене; над ним будут гореть факелы, к хвосту будет привязана комета, на него спустят бульдогов. В центре арены над факелами поднимут собаку. На той же сцене будет проводиться травля осла.
Оригинальный текст (англ.)...also a bear to be baited and a mad green bull to be turned loose in the Gaming-place; with fireworks all over him and a comet at his tail, and Bulldogs after him. A dog will be drawn up with fireworks after him in the middle of the yard; and an ass to be baited upon the same stage.
— Weekly Journal
Любопытно, что в мартовском выпуске «The Sporting Magazine» за 1802 год автор одной из статей утверждал, что известный случай с графом Уореном положил начало буль-бейтингу, а не буль-раннингу. Описание происшествия почти полностью совпадает со стэмфордской легендой.
Собак часто поднимали над ареной, на которой должна была произойти схватка. Собака держалась зубами за губку на перекладине и висела на высоте над языками пламени, стараясь избежать попадания в огонь.
Ещё одной составной частью представления могли быть боксёрские поединки. Например, в 1824 году на буль-бейтинг с последующей схваткой боксёров собралось 5 тысяч зрителей.
Популярность буль-бейтинга была поистине огромна, и общество само поддерживало её. Например, считалось что мясо затравленного быка гораздо полезнее, питательнее и нежнее, чем быка, просто убитого на скотобойне. Мясников даже штрафовали, если они после празднества или базарного дня продавали мясо быков, не затравленных накануне. В архиве поместья Барнард-Касл есть документ, содержащий указание:

Ни одному мяснику не должно убивать быка старше двух лет, не приведя его прежде на ринг и не потравив должным образом.

Разумеется, вокруг боёв вращались большие деньги, кроме того буль-бейтинг считался традиционным развлечением англичан. Назревший к началу XIX века вопрос о запрете буль-бейтинга и других видов «кровавого спорта» решался долго и трудно. В 1802 году после жарких дебатов палата общин отвергла законопроект о запрете травли быков. Буль-бейтинг просуществовал ещё более четверти века, пока, наконец, в 1835 году не был запрещён парламентом «Законом о жестоком обращении с животными» (Cruelty to Animals Act 1835). Однако нелегальные бои проводились до середины века: в Уиксворде — до 1838/40, в Ланкастере — до 1841/42, в Эшборне — до 1842, в Вест-Дэрби-Уэйксе — до 1853 года.
Однако закон не запрещал собачьи бои, которые уже давно набирали популярность, и к концу XVIII века успешно конкурировали с травильным спортом. Именно собачьим боям и было суждено заменить запрещённый буль-бейтинг и остальные виды травли.

### Другие виды травли
Помимо травли быков в Англии проводились бои и с участием других, самых разнообразных животных: как диких, так и домашних. В популярности с буль-бейтингом соперничал беар-бейтинг — травля медведя. Травили волков, лис, барсуков. Травили экзотических животных: больших и малых обезьян, гиен, львов, тигров (в двух последних случаях хищники отделывались царапинами). Травили лошадей и ослов. Травили уток в пруду, предварительно подрезав им крылья. Существовала особая забава «рэттинг» — травля стаи крыс одной собакой на скорость. Есть даже информация о случаях, когда против бойцовых собак выходили люди.

## Значение буль-бейтинга для кинологии
Популярность травильного спорта привела к расцвету селекции собак и появлению новых бойцовых пород, большинство из которых вели свою линию от молоссов (мастифов). Травля быка предъявляла к собаке особые требования, как её конституции, так и темпераменту. Собака должна была быть выносливой, бесстрашной до безрассудства, невосприимчивой к боли, всегда настроенной на поединок. Это должна была быть приземистая, коренастая, не слишком тяжёлая собака с широкой грудью и развитым плечевым поясом, с короткой гладкой шерстью и мёртвой хваткой. Так были выведены бульдоги — порода, уникальная по своим качествам, крайне функциональная, идеально подходящая для выполнения поставленной перед ней задачи. О возможностях породы говорит такой факт: зафиксирован случай, когда хозяин бульдога во время травли на пари отрубал ему лапы одну за другой. Собака при этом продолжала поединок с быком до тех пор, пока хозяин не подозвал её к себе и не отрубил ей голову.
Однако с ростом популярности собачьих боёв порода пришла в упадок. Для схватки с другими представителями собачьего племени требовались уже совсем другие качества — скорость, гибкость, подвижность. Бульдогов стали вязать с терьерами, такая помесь, совмещающая в себе лучшие для боёв качества обеих пород, стала высоко цениться. От бульдога происходят бультерьер, стаффордширский бультерьер, американский стаффордширский терьер, боксёр.
Ко времени запрета буль-бейтинга чистокровных бульдогов в Англии практически не осталось.
Бульдоги начали принимать участие в выставках в 1859 году, а стандарт породы (Фило-Куонский стандарт) был разработан и описан в 1865. В 1875 году был основан Клуб английских бульдогов, задачей которого стало спасение породы от вымирания. Однако, эта задача решалась путём преобразования бойцовой породы в выставочную. Во главу угла были поставлены цели сохранения и улучшения внешнего вида бульдога. Лучшей стала считаться та собака, у которой наиболее развиты характерные для породы признаки — короткая верхняя челюсть, выпяченная нижняя, большая голова. О боевых качествах и темпераменте речи вообще не шло, бульдог должен был спокойно и с достоинством держаться на выставках. Порода стала модной и престижной, всё больше отдаляясь от своего предка — староанглийского бульдога. Сегодняшний английский бульдог — декоративная, достаточно флегматичная собака, к тому же весьма уязвимая и, безусловно, неспособная противостоять быку.
В 1971 году американец Давид Левитт начал проект по воссозданию породы в её изначальном виде и достиг определённых успехов. Левитт скрестил английского бульдога (50 %), американского бульдога, бульмастифа и американского пит-бультерьера (в общем 50 %). Воссозданный им староанглийский бульдог внешне очень близок к собакам, изображённым на старинных гравюрах.